# Icosaèdre tridiminué augmenté
Pour les articles homonymes, voir J64.
L'icosaèdre tridiminué est un polyèdre faisant partie des solides de Johnson (J64). Comme le nom l'indique, il peut être construit en diminuant triplement un icosaèdre en détachant trois pyramides pentagonales (J2) et en l'augmentant en attachant un tétraèdre.  